# 海豚號潛艇 (1902年)
海豚號潛艇（俄語：Дельфин）是俄羅斯第一艘具有作戰能力的潛艇。1903 年服役，1917年退役，曾服役於第一次世界大戰期間。曾有25名船員在1904年的一次試潛中遇難。

## 設計
海豚號是由造船工程師高级助理伊凡·巴布諾夫（Ivan Grigoryevich Bubnov）、潛水艇建造委員會（後來的紅寶石設計局）的M.N. Beklemishev中尉和I.S. Goryunov中尉所設計。潛艇採單殼型設計，帶有鞍形壓載艙，鞍形壓載艙外板覆蓋柚木，防止因擱淺而損毀。1901年7月下單，由位於聖彼得堡的波羅的造船廠（Baltic Works）建造，1902 年下水，並於1903 年服役開始訓練軍官和水手。最初，這艘潛艇被歸類為魚雷艇，只有編號而無名稱。 

### 一般特性
海豚號水面排水量為113 噸，水下排水量為126噸。長19.6公尺，寬3.3公尺，吃水深度為2.9公尺 。潛艇由一台汽油引擎和電動馬達提供動力，可分別以300bhp和 120hp驅動一個軸。這使海豚號的水面航速達到9節（17每小時；10英里每小時）和水下航速達到4.5節（8.3每小時；5.2英里每小時）。艦上有22名船員，包括軍官。

### 武器
海豚號的主要武器為兩枚以傑維茨基魚雷發射系統（Drzewiecki drop collar）發射的15英寸（380 mm）外置魚雷，還配備了一挺機關槍。

## 服役歷史
海豚號潛艇在第一次海上試航時，壓載艙發生故障，花了12分鐘才完成下潛。這是其未來發生重大事故的預兆。1904年6月29日，這艘潛艇在一次試潛期間沉沒在波羅的海造船廠的圍牆旁的涅瓦河中。艦長和24名船員罹難，12人獲救。該潛艇於7月3日被打撈並轉移至西伯利亞的小型艦隊，1904年底抵達海參崴。海豚號潛艇於1905年2月重新服役。 
1905年5月，海豚號因汽油蒸氣爆炸而再次沉沒。日俄戰爭結束後重新服役。
第一次世界大戰期間，海豚號於1916年10月被調往摩爾曼斯克，並在北方艦隊服役，但被發現不適合作戰，並於1917年8月遭退除。在摩爾曼斯克等待處理時沉沒。
船體殘骸於1920 年被廢棄。

## 註記
1. 1 2 3 4 5 6 7 8  Gardiner and Gray, p.312